# Stormarnsches Dorfmuseum
Das Stormarnsche Dorfmuseum befindet sich in Hoisdorf (Kreis Stormarn) in einem Bauernhaus, welches 1756 von dem Hugenotten Duvier, einem Vorfahren der in Hamburg lebenden Schauspielerin Angélique Duvier,  ursprünglich als Dorfschmiede erbaut wurde.
Das von Bürgern ehrenamtlich betriebene Museum ist nicht nur Heimatmuseum der Bevölkerung von Hoisdorf und den umliegenden Gemeinden. In seiner Darstellung des dörflichen Lebens repräsentiert es exemplarisch die rurale Kultur Norddeutschlands. In der Konzeption der Dauerausstellung, wie auch einiger Sonderausstellungen, ist ein darüber hinausgehender sozialhistorischer Ansatz erkennbar.
Die museale Sammlung zeigt Aspekte des dörflichen Lebens bis zum Anbruch des Industriezeitalters. Dargestellt wird die Arbeitswelt und Wohnkultur, Dichtung und bildende Kunst sowie Aspekte der Umwelt. Die lokalen Auswirkungen historischer Ereignisse werden im Spiegel der alltäglichen Lebenswelt deutlich gemacht. Die Trägerschaft des Museums liegt bei der Gemeinde Hoisdorf. Das Museum ist Mitglied im Schleswig-Holsteinischen Museumsverband.

## Dauerausstellung

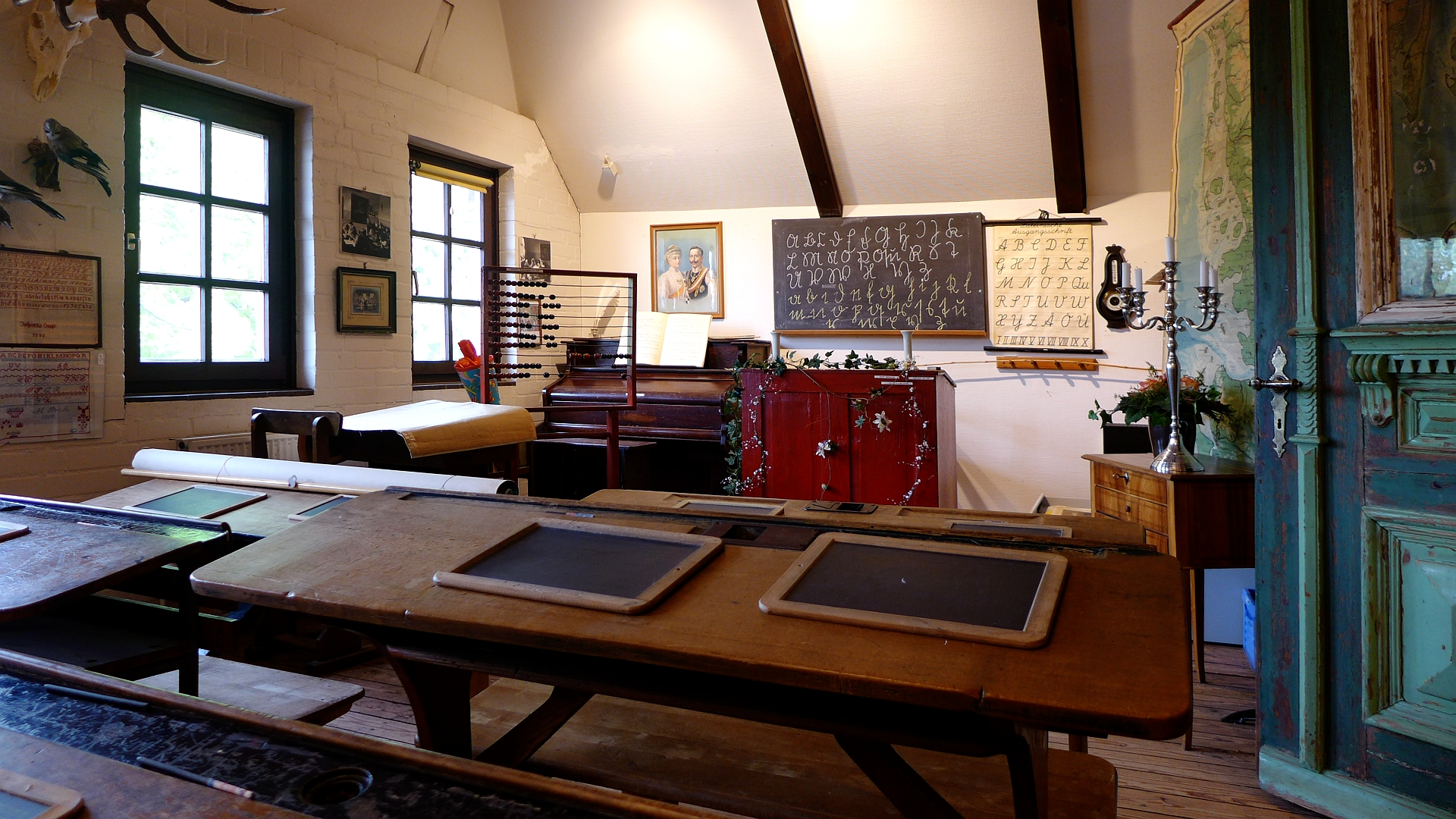
Klassenzimmer aus der Anfangszeit des 20. Jahrhunderts im Stormarnschen Dorfmuseum

Die Dauerausstellung beinhaltet unter anderem die folgenden Bereiche:
(1) Sammlung von Arbeits- und Wirtschaftsgeräten aus der Landwirtschaft; (2) Geräte aus dem Handwerk: Schuhmacher, Schmied, Sattler, Zimmerer, Stellmacher; (3) Sammlung zum Imkereiwesen und ein lebender Bienenstock; (4) Sammlung ländliches Wohnen: verschiedene Herde und Öfen, Döns, Kätnerstube, Alkoven; (5) Sammlung von Ess- und Trinkgeschirr; (6) Sammlung zum Thema Wäsche und Textilien (Webstuhl, Wäschestücke etc.); (7) Sammlung zu den Themen Hausschlachtung, Käse- und Butterherstellung; (8) kompletter Dorfkrämerladen; (9) Klassenzimmer einer Dorfschule; (10) Backstube; (11) Maße, Gewichte, Waagen; (12) Münzen und Notgeld; (13) Sammlung heimischer Vogelarten (Präparate); (14) Küchen- und Heilkräutergarten; (15) Hermann Claudius Stube; (16) Sammlung des Bildhauers Richard Kuöhl; (17) Vorgeschichtliche Lehrschau (Schwerpunkt: Entwicklung der Werkzeugtechnik); (18) Archivaliensammlung.
Neben der Dauerausstellung veranstaltet das Museum Sonderausstellungen, zu Themen wie „Küchen- und Heilkräuter“, „Der Bildhauer Richard Kuöhl“, „Der Strom kommt ins Dorf“, „Die Südstormarnsche Kleinbahn“ sowie eine Ausstellung einheimischer Hobbykünstler. In unregelmäßigen Abständen veranstaltet das Museum "Backtage" an denen Brot aus dem museumseigenen Sparbackofen verkauft wird. Die Räumlichkeiten des Dorfmuseums werden außerdem gelegentlich für standesamtliche Trauungen genutzt.